# Coffea pervilleana
Coffea pervilleana là một loài thực vật có hoa trong họ Thiến thảo. Loài này được (Baill.) Drake mô tả khoa học đầu tiên năm 1897.